# 慈口乡
慈口乡，是中华人民共和国湖北省咸寧市通山县下辖的一个乡镇级行政单位。

## 行政区划
慈口乡下辖以下地区：
慈口社区、大竹村、鸟岩村、慈口村、西垅村、石印村、老屋村、白岩村、下泉村、番溪村、茶园村和山口村。